# ألانا بيدروزو
ألانا بيدروزو (بالإسبانية: Alana Pedrozo)‏ مواليد 7 أغسطس 1992، هي لاعبة كرة يد باراغوايانية تلعب كجناح أيسر. مثلت منتخب باراغواي لكرة اليد للسيدات.

## سجل المنافسة
شاركت في البطولات التالية:
- بطولة العالم لكرة اليد للسيدات 2013